# بيري غرين
بيري غرين (بالإنجليزية: Perry Green)‏ هو لاعب بوكر أمريكي، ولد في 1936 في سياتل في الولايات المتحدة.